# Тарасов Костянтин Костянтинович
Костянтин Костянтинович Тарасов (1901, місто Катеринослав, тепер місто Дніпро — ?, місто Дніпропетровськ, тепер місто Дніпро) — радянський державний діяч, секретар Дніпропетровського міськкому КП(б)У, секретар Дніпропетровського обкому КП(б)У.

## Життєпис
Член ВКП(б) з 1930 року.
У 1939 — вересні 1940 року — секретар Дніпропетровського міського комітету КП(б)У з пропаганди і агітації.
20 вересня 1940 — 1941 року — секретар Дніпропетровського обласного комітету КП(б)У з пропаганди і агітації.
У листопаді 1941—1943 роках — у Червоній армії на політичній роботі, учасник німецько-радянської війни. Служив інструктором, пропагандистом, агітатором відділу агітації і пропаганди Південного фронту та Чорноморської групи військ Північнокавказького фронту.
З 1944 року — секретар Дніпропетровського міського комітету КП(б)У.
З жовтня 1954 року — головний інженер Дніпропетровського заводу «Вторчормет».
Потім — на пенсії в місті Дніпропетровську. Автор книг «В те трудные годы», «Возрождение».

## Звання
- майор

## Нагороди і звання
- орден Вітчизняної війни ІІ ст. (6.04.1985)
- орден «Знак Пошани» (23.01.1948)
- ордени
- медаль «За бойові заслуги»(21.02.1943)
- медаль «За оборону Кавказу» (1945)
- медаль «За перемогу над Німеччиною у Великій Вітчизняній війні 1941—1945 рр.»
- медалі